# Podveža
Podveža je naselje v Občini Luče. Njen sestavni del je Dleskovška planota s posamičnimi kmetijami in visokogorskimi planinami.